# Satu Hassi
Pour les articles homonymes, voir Hassi.
Satu Maijastiina Hassi (née le 3 juin 1951 à Helsinki) est une personnalité politique finlandaise, députée européenne pour la Ligue verte de 2004 à 2014.

## Biographie
Elle a été ministre de l'Environnement et de la Coopération en développement dans le second gouvernement de Paavo Lipponen (du 15 avril 1999 au 31 mai 2002). 
Elle a quitté le gouvernement pour protester contre la décision de construire un 5e réacteur nucléaire en Finlande. Elle a été la présidente de son parti entre 1999 et 2001. Députée de la circonscription de Pirkanmaa à l'Eduskunta de 1991 à 2004, elle a quitté le Parlement national pour être la seule élue de son parti au Parlement européen.